# Orthotomus castaneiceps
Orthotomus castaneiceps е вид птица от семейство Cisticolidae.

## Разпространение
Видът е разпространен във Филипините.